# Aimée Stitelmann
Aimée Stitelmann (* 1. Januar 1925 in Paris; † 20. Dezember 2004 in Genf; heimatberechtigt in ebenda) war eine Schweizer Pädagogin und Kommunistin aus dem Kanton Genf.

## Leben
Aimée Stitelmann war eine Tochter von Robert Stitelmann, Kaufmann, polnischer Abstammung, und Jeanette Stahl. Sie heiratete Claude Dovaz, Sohn von René Dovaz. Eine zweite Ehe ging sie mit Henri Stauffer, Sohn von Paul Stauffer, ein. Stitelmann zog vor Beginn des 2. Weltkriegs mit ihrer Familie nach Genf. Im Juli 1945 wurde sie von einem Militärgericht zu zwei Wochen Gefängnis verurteilt, weil sie jüdischen Kindern zur Flucht in die Schweiz verholfen hatte.
Stitelmann war Mitglied der Partei der Arbeit. 1953 schloss sie ihr Pädagogikstudium an der Universität Genf ab und zog nach Israel. Dort engagierte sie sich in der kommunistischen Partei engagierte. Im Jahr 1957 liess sie sich erneut in Genf nieder. Ab 1960 arbeitete sie als Lehrerin nach der Methode des handlungsorientierten Unterrichts. Im März 2004 widerrief die Rehabilitierungskommission der Bundesversammlung das Urteil von 1945.